# Вошберн (Илиноис)
Вошберн (енгл. Washburn) град је у америчкој савезној држави Илиноис.

## Демографија
По попису из 2010. године број становника је 1.155, што је 8 (0,7%) становника више него 2000. године.
| Група             | 2000.         | 2010.         |
| Белци             | 1.114 (97,1%) | 1.111 (96,2%) |
| Афроамериканци    | 2 (0,2%)      | 5 (0,4%)      |
| Азијати           | 2 (0,2%)      | 0 (0,0%)      |
| Хиспаноамериканци | 8 (0,7%)      | 30 (2,6%)     |
| Укупно            | 1.147         | 1.155         |